# Hypodontium pomiforme
Hypodontium pomiforme là một loài Rêu trong họ Pottiaceae. Loài này được (Hook.) Müll. Hal. mô tả khoa học đầu tiên năm 1899.